# Distretto di Kut Bak
Il distretto di Kut Bak (in thailandese: กุดบาก) è un distretto (amphoe) della Thailandia, situato nella provincia di Sakon Nakhon.